# Villers-en-Ouche
Villers-en-Ouche är en kommun i departementet Orne i regionen Normandie i nordvästra Frankrike. Kommunen ligger i kantonen La Ferté-Frênel som tillhör arrondissementet Argentan. År 2018 hade Villers-en-Ouche 336 invånare.

## Befolkningsutveckling
Antalet invånare i kommunen Villers-en-Ouche
| Referens: INSEE |